# Marc-Antoine Charpentier
Marc-Antoine Charpentier (ur. 1643 w Paryżu, zm. 24 lutego 1704 tamże) – francuski kompozytor okresu baroku.

## Życiorys
Charpentier urodził się w Paryżu, jako syn urzędnika dworskiego mającego bardzo dobre kontakty z paryskim parlamentem. Marc-Antoine otrzymał bardzo dobre wykształcenie, prawdopodobnie u jezuitów, i w wieku 18 lat został wpisany na listę uczniów w szkole prawniczej w Paryżu. Między 1667 i 1669 rokiem prawdopodobnie był w Rzymie, gdzie studiował u Giacomo Carissimiego. Według legendy przybył do Rzymu by studiować malarstwo, a Carissimi miał namówić go do poświęcenia życia muzyce. Dokładnie zapoznał się wówczas ze współczesną mu muzyką włoską.
Pracował dla dwóch obdarzonych władzą kobiet, początkowo dla kuzynki króla ks. Marie de Lorraine "Mademoiselle de Guise" (do jej śmierci w 1688), później dla Isabelle d’Orléans, nazywanej "Madame de Guise". Od 1698 działał w Chappelle de Palais. Skomponował w tym czasie wiele hymnów i psalmów, mszy i motetów a także magnificat.
Od około 1672 roku rozpoczął pracę z Molierem, który zakończył współpracę z Jeanem-Baptiste'em Lullym. Jego dziełem jest np. muzyka do komedii Chory z urojenia (1673).
W latach osiemdziesiątych Charpentier służył jako maître de musique w jezuickim paryskim kościele Św. Ludwika, był też nauczycielem muzyki Filipa, księcia Chartres. W 1698 roku został mianowany maître de musique w Sainte Chapelle (Kaplicy Św. Ludwika) i pozostał na tym stanowisku do śmierci w roku 1704.

## Dorobek
Charpentier był kompozytorem bardzo cenionym przez współczesnych. Zajmował się wieloma gatunkami muzycznymi, jednak największe osiągnięcia miał w muzyce wokalnej.
Komponował muzykę religijną w stylu francuskim: 
- 18 łacińskich oratoriów (krótkich utworów jedno- lub dwuczęściowych z tekstem z Pisma świętego, w których występuje testo - narrator). Elementami formy są recytatywy, małe arie ca capo, chóry, simfonie, ansamble. Oratoriami kompozytora są przykładowo: Sąd Salomona, Syn marnotrawny, Ofiara Abrahama,
- motety (małe - z niewielką obsadą i basso continuo) oraz wielkie (duża obsada, fragmenty solowe i chóralne),
- magnificat,
- 8 mszy,
- psalmy.

Łączył tradycje włoskie i francuskie, napisał pierwszą francuską sonatę "Sonate à huit", rozwinął narzędzia dramaturgiczne w dramacie lirycznym "Médée", jednak problemy z cenzurą i odejście z Wersalu zamknęło mu drogę do pisania utworów scenicznych.
Spośród wielu dzieł Charpentiera najbardziej znane jest preludium do utworu Te Deum, które stało się oficjalnym sygnałem Europejskiej Unii Nadawców. Fragment emitowany jest na początku każdego Konkursu Piosenki Eurowizji, a także przy okazji koncertu noworocznego filharmoników wiedeńskich.
Dzieła Charpentiera zostały skatalogowane przez Hugh Wileya Hitchcocka (katalog wydany w Paryżu w 1982 r.).

### Opery
- Les Amours d'Acis et Galatée, zaginęła; 1678?
- Les Arts florissants, H. 487; 1685-6
- La Descente d'Orphée aux Enfers, H. 488; 1686-7
- Le Jugement de Pan, zaginęła; ?
- Philomele, zaginęła; ?
- Médée, H. 491; 1693

### Tragedie biblijne
- Celse Martyr, muzyka zaginęła; libretto opublikowane w 1687
- David et Jonathas, H. 490, 1688 (libretto autorstwa P. Bretonneau)

### Pastorałki
- Petite Pastorale Eglogue de Bergers, H. 479; 1670?
- Actéon, H. 481; 1684
- Il faut rire et chanter: Dispute de Bergers, H. 484; 1685
- La Fête de Ruel, H. 485; 1685
- La Couronne de Fleurs, H. 486; 1685
- Le Retour du Printemps, zaginęła; ?

### Pastoraletta
- Amor Vince Ogni Cosa, H. 492
- Cupido Perfido Dentr'al Mio Cor H. 493

### Muzyka sceniczna
- Ouverture du prologue de Plieucte pour le Collège 'Harcourt, H. 498; 1679
- Les Facheux, 1672, na podst. komedii Moliera; muzyka zaginęła
- La Comtesse de'Escarbagnas, H. 494i;  na podst. komedii Moliera, 1672
- Le Mariage forcé, H. 494ii; na podst. komedii Moliera, 1672
- Le Médecin malgré lui, na podst. komedii Moliera; muzyka zaginęła
- L'Inconnu, 1675, ; na podst. sztuki Thomasa Corneille'a i Donneau de Visé; muzyka zaginęła
- Circé, H. 496; 1675; na podst. tragedii Thomasa Corneille'a
- Andromède, H. 504; na podst. tragedii Pierre'a Corneille'a, 1682
- Vénus et Adonis, H. 507; na podst. sztuki Donneau de Visé, 1685

### Balety
- Le Mariage forcé, H. 494ii; 1672
- Le Malade imaginaire, H. 495, H. 495a, H. 495b; 1672
- Le Sicilien, 1679

Wszystkie trzy dzieła na podstawie komedii Moliera
- Polyeucte, H. 498; 1679

### Divertissements
- Les Plaisirs de Versailles, H. 480; 1682
- Idylle sur le Retour de la Sante du Roi, H. 489; 1686-7

### Interludia (Intermèdes)
- La Noce de village, Air pour des paysans, H. 503; 1681
- Le Triomphe des Dames, zaginęła; 1676
- La Pierre Philosophale, H. 501; 1681
- Endimion, H. 502; 1681
- Dialogues d'Angélique et de Médor, H.506; 1685
- Les Fous divertissants, H. 500; 1680
- Le rendez vous des Tuileries, H. 505, 1685
- Vénus et Adonis, H. 507, 1685
- Apothéose de Laodamas à la mémoire de M le Maréchal duc de Luxembourg, zaginęła; 1695/1696

### Sonaty
- Sonates à huit, H. 548; ?

### Muzyka kościelna
- Extremum Dei Judicium, H. 401
- Messe de Minuit pour Noël, H. 9; ok. 1690
- Missa Assumpta est Maria, H. 11; 1698-1702
- 9 Litanies de la vierge, H. 82 - H. 90; 1683-1685
- 4 Te Deum, H. 145, 1670; H. 146, 1690;  H. 147, 1690;  H. 148, 1698/1699; ok. 1690
- Dixit Dominus, H. 204
- In nativitatem Domini canticum, H. 416
- Noëls (3), H. 531; ok. 1680
- Noëls pour les instruments, H. 534; ok. 1690

### Posłuchaj
| (audio)                                      | \| (info) \| \| Psalm Super Flumina Babylonis \| \| Problem ze ściągnięciem pliku? Zobacz pomoc. \| |
| (info)                                       | |
| Psalm Super Flumina Babylonis                | |
| Problem ze ściągnięciem pliku? Zobacz pomoc. | |

## Źródła (anglojęzyczne)

### Biografie
- Cessac, Catherine. Marc-Antoine Charpentier. Translated from the French ed. (Paris 1988) by E. Thomas Glasow. Portland (Oregon): Amadeus Press, 1995.
- Ranum, Patricia. Portraits Around Marc-Antoine Charpentier . Baltimore: Dux Femina Facti, 2004. ISBN 0-9660997-3-7.

### Historia i teoria muzyki
- Anthony, James R. French Baroque Music: From Beaujoyeulx to Rameau. Revised and expanded edition. Portland (Oregon): Amadeus Press, 1997.
- Hitchcock, H.W. Les Oeuvres de Marc-Antoine Charpentier: Catalogue Raisonné. Paris: Picard, 1982.
- Thomas, Downing A. Aesthetics of Opera in the Ancien Régime, 1647-1785. Cambridge (UK): Cambridge University Press, 2002.
- Tunley, David. The Eighteenth-Century French Cantata. 2nd edition. Oxford (UK): Clarendon Press Oxford University Press, 199